# Elmer Møller
Elmer Møller (Aarhus, 9 de julio de 2003) es un tenista profesional danés.

## Trayectoria
Møller hizo su debut en un ATP Masters 1000 en mayo de 2025, cuando disputó el Masters de Madrid tras superar la clasificación, aunque cayó en la primera ronda ante João Fonseca.

## Títulos ATP Challenger (2; 2+0)

### Individuales (2)
| N.° | Fecha                | Torneo               | Superficie    | Oponente en la final | Resultado   |
| --- | -------------------- | -------------------- | ------------- | -------------------- | ----------- |
| 1.  | 6 de octubre de 2024 | Challenger de Braga  | Tierra batida | Daniel Elahi Galán   | 6-4, 7-6(4) |
| 2.  | 20 de abril de 2025  | Challenger de Oeiras | Tierra batida | Francisco Comesaña   | 6-0, 6-4    |